# Ana Paula Araújo
Ana Paula Araújo (Modelo, 25 de octubre de 1981) es una modelo brasileña que apareció en la publicación de 2007 de Sports Illustrated Swimsuit Issue. Adicionalmente hizo parte de una sesión de pintura corporal con la artista Joanne Gair en 2007. También ha aparecido en campañas publicitarias para la popular diseñadora de ropa Liz Claiborne.